# منزل هنرمندان أصفهان
منزل هنرمندان أصفهان (بالفارسية: خانه آقازاده) هو منزل تاريخي يعود إلى عصر دولة بهلوية، ويقع في أصفهان.